# Banana Joe
Pour plus de détails, voir Fiche technique et Distribution.
Banana Joe est un film italo allemand réalisé en 1982 par Steno.

## Synopsis
Banana Joe vit dans un petit village tropical. Loin de la corruption et des problèmes de la société moderne, il cultive des bananes et fait vivre tout le village. Mais un homme d'affaires veut s'approprier le terrain pour développer une industrie de la banane. Pour conserver ses cultures et son commerce, Joe doit obtenir une patente. N'ayant aucun patronyme, il doit se rendre à la ville pour effectuer les démarches administratives. De retour d'un voyage mouvementé, il découvre qu'un casino a été construit sur ses terres ce qui brise la tranquillité des villageois...

## Fiche technique
- Titre original : Banana Joe
- Réalisateur : Steno
- Scénario : Bruno Corbucci, Mario Amendola, Carlo Pedersoli et Steno
- Production : Luigi Kuveiller et Josi W. Konski (en)
- Musique : Guido et Maurizio de Angelis
- Genre : Action, comédie satirique
- Format : 35 mm, couleur, son mono, rapport de forme : 1.37 : 1
- Durée : 96 minutes (2 660 m)
- Date de sortie :
  - Italie : 8 avril 1982
  - France : 4 août 1982 (Paris)

## Distribution
- Bud Spencer (VF : Claude Bertrand) : Banana Joe
- Marina Langner (it) (VF : Évelyne Séléna) : Dorianne
- Mario Scarpetta (it) (VF : Gérard Hernandez) : Manuel
- Gianfranco Barra (VF : Albert Médina) : Torcillo
- Enzo Garinei (VF : René Bériard) : Ingenieur Moreno
- Gunther Philipp (VF : Jacques Ciron) : Sarto
- Giorgio Bracardi (en) (VF : Jacques Thébault) : Sergent José Félipe María Marquíno
- Salvatore Basile (es) (VF : Jacques Ferrière) : L'Officier de Police
- Carlo Reali (VF : Serge Lhorca) : Le Capitaine de Police
- Edy Biagetti (VF : Roland Ménard) : Le Patron du Club

## Commentaire
Le film est une idée de Bud Spencer lui-même, ayant d'ailleurs coécrit le scénario sous son vrai nom, Carlo Pedersoli. Outre les mêmes ingrédients que dans ses autres films (en solo ou en duo avec Terence Hill), l'acteur a voulu surtout faire passer un message au public en dénonçant notamment l'invasion du capitalisme, l'industrialisation en milieu naturel et l'inefficacité de la bureaucratie.

## Autour du film
- Comme à son habitude, Bud Spencer incarne un balourd pas très futé avec une méchante droite. Cette fois-ci, il a en plus la particularité de ne savoir ni lire ni écrire et de tomber amoureux d'une seule femme.
- Lorsque Banana Joe regarde des publicités dans une télévision exposée en vitrine, on peut reconnaître l'actrice Gisela Hahn qui avait joué une des deux filles de la communauté mormone dont Terence Hill était amoureux dans On l'appelle Trinita.
- Dans la scène du Mocambo Club, on peut entendre la chanson "Brotherly Love", extraite du film Pair et impair. Plus tard, dans la scène de l'ouverture du casino, on entend également le thème du générique de Deux super-flics.
- La scène de la formation militaire n'est pas sans rappeler, elle non plus, la formation à l'école de police dans Deux super-flics.